# Кривцово (Калужская область)
Кривцо́во — деревня в Ферзиковском районе Калужской области России. Входит в состав сельского поселения «Деревня Бронцы».

## География
Стоит на реке Веенка.

## История
В XVIII веке деревня входила в состав Ферзиковской волости Калужского уезда.
По данным на 1859 год, деревня Кривцово состояла из 7 дворов, в которых проживало 39 мужчин и 33 женщины, то есть всего проживало 72 человека.
В 1896 году в деревне проживало 35 мужчин и 37 женщин (всего 72 человека).

## Население
| 2002 | 2010 | 2011 |
| ---- | ---- | ---- |
| 14   | ↘3   | ↗9   |